# Mary Shepherd
 (juillet 2025).
La mise en forme du texte ne suit pas les recommandations de Wikipédia : il faut le « wikifier ».
Les points d'amélioration suivants sont les cas les plus fréquents. Le détail des points à revoir est peut-être précisé sur la page de discussion.
- Les titres sont pré-formatés par le logiciel. Ils ne sont ni en capitales, ni en gras.
- Le texte ne doit pas être écrit en capitales (les noms de famille non plus), ni en gras, ni en italique, ni en « petit »…
- Le gras n'est utilisé que pour surligner le titre de l'article dans l'introduction, une seule fois.
- L'italique est rarement utilisé : mots en langue étrangère, titres d'œuvres, noms de bateaux, etc.
- Les citations ne sont pas en italique mais en corps de texte normal. Elles sont entourées par des guillemets français : « et ».
- Les listes à puces sont à éviter, des paragraphes rédigés étant largement préférés. Les tableaux sont à réserver à la présentation de données structurées (résultats, etc.).
- Les appels de note de bas de page (petits chiffres en exposant, introduits par l'outil «  Source ») sont à placer entre la fin de phrase et le point final[comme ça].
- Les liens internes (vers d'autres articles de Wikipédia) sont à choisir avec parcimonie. Créez des liens vers des articles approfondissant le sujet. Les termes génériques sans rapport avec le sujet sont à éviter, ainsi que les répétitions de liens vers un même terme.
- Les liens externes sont à placer uniquement dans une section « Liens externes », à la fin de l'article. Ces liens sont à choisir avec parcimonie suivant les règles définies. Si un lien sert de source à l'article, son insertion dans le texte est à faire par les notes de bas de page.
- La présentation des références doit suivre les conventions bibliographiques. Il est recommandé d'utiliser les modèles {{Ouvrage}}, {{Chapitre}}, {{Article}}, {{Lien web}} et/ou {{Bibliographie}}. Le mode d'édition visuel peut mettre en forme automatiquement les références.
- Insérer une infobox (cadre d'informations à droite) n'est pas obligatoire pour parachever la mise en page.

Pour une aide détaillée, merci de consulter Aide:Wikification.
Si vous pensez que ces points ont été résolus, vous pouvez retirer ce bandeau et améliorer la mise en forme d'un autre article.
Pour les articles homonymes, voir Shepherd.
Lady Mary Shepherd, née Primrose (31 décembre 1777 – 7 janvier 1847), est une philosophe britannique héritière et critique des Lumières écossaises.

## Biographie
Lady Mary Primrose est la deuxième fille de Neil Primrose, troisième comte de Rosebery. Elle est née dans le domaine familial de Barnbougle Castle près de Dalmeny dans le Midlothian. Après avoir reçu une éducation dans le cadre familial avec des précepteurs, elle épouse en 1808 un avocat anglais, Henry John Shepherd. 
Comme le montre sa correspondance, elle continue à s’intéresser à la philosophie qu’elle a découverte enfant. Elle publie dans les années 1820, deux ouvrages, en grande partie rédigés avant son mariage, si l’on en croit le témoignage de sa fille. 
Le premier (An Essay upon the Relation of Cause and Effect) porte sur les relations causales, et le second (Essays on the Perception of an External Universe) sur la réalité du monde extérieur. 
Ce sont deux réfutations des positions de David Hume, mais aussi de celles de Thomas Brown, George Berkeley et Thomas Reid. Ces publications suscitent l’admiration et la polémique. Elle entretient en particulier une controverse avec John Fearn, qui est publiée dans les Parriana en 1828.

## Essais philosophiques publiés
- An Essay upon the Relation of Cause and Effect, controverting the Doctrine of Mr. Hume, concerning the Nature of the Relation ; with Observations upon the Opinions of Dr. Brown and Mr. Lawrence, connected with the same subject, Londres, 1824.
- Essays on the Perception of an External Universe and other Subjects Connected with the Doctrine of Causation, Londres, 1827.
- Observations of Lady Mary Shepherd on the First Lines of the Human Mind », in Parriana, or Notices of the Rev. Samuel Parr, Londres, 1828.
- Lady Mary Shepherd's Metaphysics, dans Fraser's Magazine, vol. 5, no 30, juillet 1832, p. 697–708.